# La Chaîne parlementaire

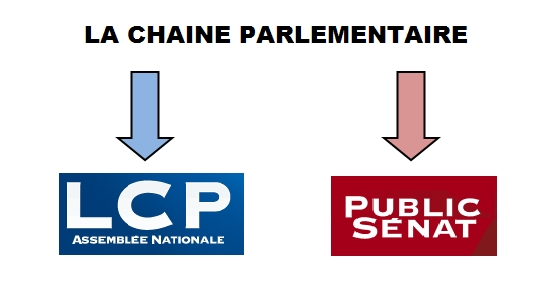
El Canal Parlament agrupa dues empreses diferents i independents

La Chaîne parlementaire (en francès, “canal parlamentari”) és un canal de televisió de la TDT francesa, d'àmbit públic, gestionat per dues empreses públiques franceses. Fou creat conjuntament al mes de desembre del 1999 per l'Assemblea Nacional Francesa i pel Senat francès. El seu objectiu és donar informació, com ara retransmetre en directe les sessions, d'ambdues institucions. Tot seguint el sistema presidencialista francès de la Va República, el canal fa el seguiment de l'Assemblea Nacional i del Senat. LCP estaria dedicada a l'assemblea, mentre que Public Sénat es dedicaria al Senat. Els dos conjuntament formen La Chaîne parlementaire. En les hores buides, el canal ofereix programació cultural, com ara documentals sobre història.